# Vinzentinum (Freising)

Vinzentinum mit Altöttinger Kapelle

Das Vinzentinum ist ein barockes Wohltätigkeits- und Altersfürsorgegebäude in Freising. 

## Lage und heutige Nutzung
Das Vinzentinum liegt vor dem ehemaligen Münchner Tor an der Ausfallstraße nach München, südlich der Freisinger Altstadt an der Ecke von Brunnhausgasse und Bahnhofstraße, am Nordufer der Moosach und am Südhang des Freisinger Dombergs. Das barocke Gebäude wurde 1997 grundlegend saniert und wird heute als Wohnhaus genutzt.
In der denkmalgeschützten Altöttinger Kapelle an der Südseite finden regelmäßig Gottesdienste statt. Zum Haus gehört ferner ein gepflegter Garten, der an die Moosach angrenzt.

## Baubeschreibung
Es handelt sich um einen dreigeschossigen, dreiflügeligen, zur Moosach gerichteten Altbau. Im Westflügel befinden sich die Kapelle und der Turm.

## Baugeschichte
Im Jahr 1553 wurde der Neubau eines Bruderhauses an der heutigen Stelle für einen weiter nördlich gelegenen Vorgängerbau mit Hauskapelle errichtet. Die sogenannte Altöttinger Kapelle wurde 1669 als gestrecktes Oktogon erbaut, 1673 durch einen Saalraum mit Ausstattung erweitert. Im Jahr 1773 wurde das Langhaus hinzugefügt. 
Nach einem Brand 1796 wurde das Bruderhaus 1798/99 wieder aufgebaut, aber wegen Überschreitung der Baukosten nicht fertig gestellt. 
1842 wurde die Kapelle auf eigene Kosten des Subregens des Klerikalseminars, Simon Plank, renoviert. Zwei Jahre später erwarb Plank das Bruderhaus mit Kapelle. Die Gebäude wurden durch den Bezirksingenieur C. Klumpe umgebaut. 
1861 wurde das Bruderhaus um ein Stockwerk erhöht und eine Treppe eingebaut. Bei dieser Umbaumaßnahme wurden auch die Fassadenöffnungen im Erdgeschoss verändert. 1863 kam ein Südostflügel hinzu. Der Vinzentinumsverein wurde nach dem Tod von Simon Plank Eigentümer des Bruderhauses. 1867 erweiterte der Verein das ab diesem Zeitpunkt Vinzentinum benannte Gebäude, um den Eingangsbereich im Norden des Südostflügels. Außerdem wurde das neue Ostgebäude errichtet. 
1930 wurde die Kapelle umgebaut und eine neue Ausstattung angeschafft. Im April 1945 wurde das Ostgebäude von 1876 völlig zerstört. Das ehemalige Bruderhaus wurde insbesondere im nordöstlichen Bereich stark beschädigt. 1946–50 wurde der Osttrakt neu gebaut. Die Errichtung eines Nordflügels und Sanierung des Altbaus wurde 1950–54 durchgeführt, wodurch der heutige U-förmige Grundriss entstand,  außerdem wurde der kriegszerstörte nordöstliche Bereich erneuert und die neugotische Fassade umgebaut, wodurch das Vinzentinum sein heutiges Aussehen erhielt. Der Südostflügel von 1863 wurde bei dieser Baumaßnahme abgetragen.